# Макухари (станция)
Станция Макухари (яп. 幕張駅 макухари эки) — железнодорожная станция на линии Тюо-Собу, расположенная в городе Тиба префектуры Тиба. Станция была открыта 9 декабря 1894 года.

## Планировка станции
Две платформы островного типа и 3 пути.
| 1, 2 | ■Линия Тюо-Собу | Ниси-Фунабаси, Кинситё, Акихабара, Синдзюку, Накано,Митака |
| 3, 4 | ■Линия Тюо-Собу | Инагэ, Тиба                                                |

## Близлежащие станции
| «              |  | Линия          |  | »            |
| -------------- |  | -------------- |  | ------------ |
| Макухари-Хонго |  | Линия Тюо-Собу |  | Син-Кэмигава |